# Cavernularia kuekenthali
Cavernularia kuekenthali är en korallart som beskrevs av Lopez Gonzalez, Gili och Williams 2000. Cavernularia kuekenthali ingår i släktet Cavernularia och familjen Veretillidae. Inga underarter finns listade i Catalogue of Life.